# Fromage des Plaines
 (février 2024).
Si vous disposez d'ouvrages ou d'articles de référence ou si vous connaissez des sites web de qualité traitant du thème abordé ici, merci de compléter l'article en donnant les références utiles à sa vérifiabilité et en les liant à la section « Notes et références ».
Le fromage des Plaines est un fromage à pâte fraîche français de l'île de La Réunion, département d'outre-mer du sud-ouest de l'océan Indien. Il tient son nom des Hautes Plaines, région dans laquelle il est produit.